# Down to Earth (álbum de Rainbow)
Down to Earth es el cuarto álbum de estudio, y el quinto en total, de la banda de hard rock Rainbow, lanzado en 1979.
El disco presenta a los nuevos miembros del grupo: el cantante Graham Bonnet sustituyó a Ronnie James Dio y también se incorporaron el bajista Roger Glover, procedente de Deep Purple, y el teclista Don Airey, que venía de Colosseum II y que posteriormente se iría a Deep Purple. El álbum, cuyas letras y música fueron compuestas casi completamente por Glover y Ritchie Blackmore, ya estaba prácticamente escrito para cuando llegó Bonnet al grupo. El cantante grabó únicamente este álbum con Rainbow, a pesar de que aún siguiera en la banda al inicio de las composiciones de Difficult to Cure. 
"Bad Girl" se colocó como cara B del sencillo "Since You Been Gone", asimismo, el tema instrumental "Weiss Heim" fue la cara B del sencillo "All Night Long", puesto a la venta en febrero de 1980. "Weiss Heim", tema escrito por Blackmore, fue grabado en los Sweet Silence Studios, en Copenhague, en enero de 1980.
El sonido del álbum a pesar de no abandonar aún el metal neoclásico que los caracterizó (como hicieron en el disco siguiente) se orientó a un estilo mucho más comercial, cambiando las letras de la banda, pasando de temática fantástica a sentimental y añadiéndole estribillos más pegadizos junto a estructuras más simples.

## Lista de canciones
Todos los temas por Ritchie Blackmore y Roger Glover excepto donde se indique:
Lado A
1. "All Night Long"  – 3:53
2. "Eyes of the World"  – 6:42
3. "No Time to Lose"  – 3:45
4. "Makin' Love"  – 4:38

Lado B
1. "Since You Been Gone"  (Russ Ballard) – 3:25
2. "Love's No Friend"  – 4:55
3. "Danger Zone"  – 4:31
4. "Lost in Hollywood" (Blackmore, Glover, Cozy Powell) – 4:51

## Personal
- Graham Bonnet: voces
- Ritchie Blackmore: guitarra eléctrica
- Don Airey: órgano, piano eléctrico y sintetizadores
- Roger Glover: bajo
- Cozy Powell: batería

## Sencillos
- 1979 – "Since You Been Gone"/"Bad Girl"
- 1979 – "Since You Been Gone"/"No Time To Lose" (Alemania)
- 1980 – "All Night Long"/"Weiss Heim"
- 1980 – "All Night Long"/"No Time To Lose" (Países Bajos)

## Certificaciones y listas
| País        | Ventas    | Certificación |
| ----------- | --------- | ------------- |
| Reino Unido | 100 000 + | Oro           |

- Reino Unido: n.º 6 (agosto de 1979)[3][4]
- Suecia: n.º 17 (24 de agosto de 1979)[5]
- Alemania: n.º 19 (1979)[6]
- Finlandia: n.º 26 (septiembre de 1979)[7]
- Estados Unidos: n.º 66 (1979)[8]